# Nathaniel Lees
Nathaniel Lees es un actor, director y actor de cine neozelandés de ascendencia samoana, mejor conocido por sus papeles cinematográficos en The Matrix Reloaded, The Matrix Revolutions y El Señor de los Anillos: las dos torres y por protagonizar Young Hercules como Quirón el centauro.

## Carrera
Lees nació en Auckland, Nueva Zelanda. Se crio en un entorno donde se hablaba comúnmente samoano, por lo que creció pensando en sí mismo como samoano. Consiguió su primer trabajo como actor por "ser moreno", ya que el teatro requería personas morenas corriendo por el escenario matando al Capitán Cook. Parte de la audición fue cuando él cruzó la puerta y, al hacerlo, "tenía el trabajo".
Es conocido por su papel del Capitán Mifune en la trilogía Matrix y su papel de "Uglúk" en El Señor de los Anillos: las dos torres. También ha tenido papeles en las series de televisión Young Hercules, hercules: The Legendary Journeys y xena: la princesa guerrera. Apareció en 30 Days of Night con Josh Hartnett. También interpretó al Maestro Mao en la serie de Power Rangers, Power Rangers Jungle Fury. Sus primeras apariciones en televisión en Nueva Zelanda incluyeron un papel regular en la serie Shark in the Park de 1989.
También es conocido por su larga carrera en el teatro, habiendo recibido numerosos premios prestigiosos por su contribución a las artes. Lees fue uno de los actores influyentes que allanó el camino para el teatro del Pacífico en Nueva Zelanda. En 2004 recibió el premio Senior Pacific Artist Award en los Creative New Zealand Arts Pasifika Awards.

## Director de teatro
Lees fue el director de la obra premiada Think of a Garden escrita por John Kneubuhl, presentada en el Watershed Theatre en 1993 en Auckland y luego nuevamente en 1995 producida por Cath Cardiff y presentada en el Taki Rua Theatre en Wellington en 1995. En los prestigiosos premios Chapman Tripp Theatre Awards de 1995, la obra ganó el premio a la Producción del Año y Lees recibió el premio al Director del Año. En 1996 dirigió A Frigate Bird Sings, coescrita por Oscar Kightley y Dave Fane y producida por Makerita Urale para el Festival Internacional de las Artes de Nueva Zelanda. El decorado fue diseñado por Kate Peters y Michel Tuffery. La obra fue nominada a Producción del Año, Director del Año y Escenografía en los Premios Chapman Tripp Theatre de 1996. En 2003, Lees dirigió The Songmaker's Chair de Albert Wendt. También dirigió Awhi Tapu, del dramaturgo maorí Albert Belz.

## Filmografía
- Other Halves (1984) – Court Clerk
- Death Warmed Up (1984) – Jackson
- Shaker Run (1985) – Comandante de escuadrón
- Chill Factor (1989) – Charles
- Rapa Nui (1994) – Jefe de oreja larga
- Bonjour Timothy (1995) – Sr. Wiley
- The Other Side of Heaven (2001) – Kelepi
- The Lost World (2001, película de TV) – Jefe indio
- El Señor de los Anillos: las dos torres (2002) – Uglúk
- The Matrix Reloaded (2003) – Mifune
- Liquid Bridge (2003) – Ogitani
- The Matrix Revolutions (2003) – Mifune
- No. 2 (2006) – Tío John
- Sione's Wedding (2006) – Ministro
- The Tattooist (2007) – Sr. Perenese
- 30 Days of Night (2007) – Carter Davies
- Power Rangers Jungle Fury (2008, serie de TV) – Master Mao
- Journey to Ihipa (2008)
- Under the Mountain (2009) – Detective Gray
- Sione's 2: Unfinished Business (2012) – Ministro
- Mr. Pip (2012) – Sr. Jaggers
- Realiti (2014) – George
- One Thousand Ropes (2016) – Henry Pasi
- Everybody Else Is Taken (2016, cortometraje) – Geoffrey
- Mortal Engines (2018)
- The Other Side of Heaven 2: Fire of Faith (2019) – Kelepi[6]
- The Dead Lands (2020, serie de TV) – Te Kaipō